# Chiêu nghi

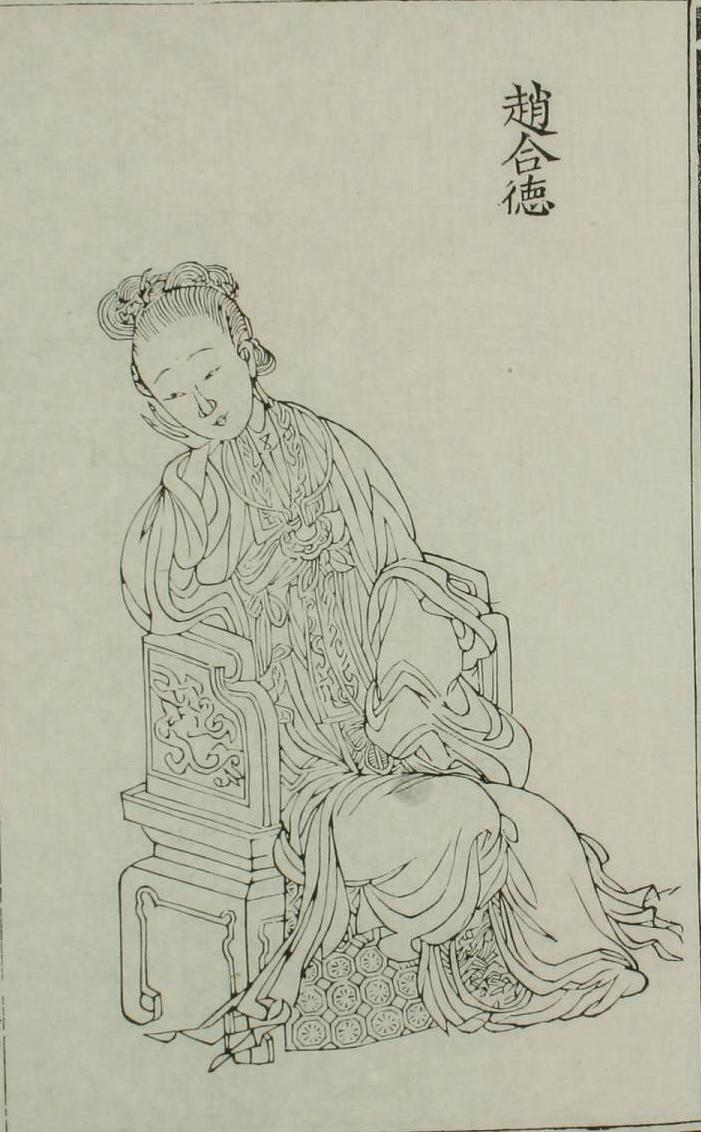
Tranh vẽ Triệu Hợp Đức - một trong những Chiêu nghi nổi tiếng nhất.

Chiêu nghi (chữ Hán: 昭儀; Kana: しょうぎShōgi; Hangul: 소의; Bính âm: zhāoyi) là một tước vị của phi tần trong hậu cung các nước Đông Á như Trung Quốc, Triều Tiên và Việt Nam.

## Lịch sử

### Trung Quốc
Tại Trung Quốc, tước Chiêu nghi được đặt ra từ thời Hán Nguyên Đế Lưu Thích. Từ "Chiêu nghi" mang ý nghĩa [Chiêu kì nghi; 昭其儀]. Trong thời kỳ này, Chiêu nghi là chức danh cao nhất của phi tần, bổng lộc ngang Thừa tướng, tước vị ngang tước Vương của Chư hầu.
Thời nhà Tấn, do kiêng húy Tư Mã Chiêu mà không lập tước vị này. Từ thời Ngũ Hồ thập lục quốc mới đặt lại. Thời Bắc Ngụy, hậu cung thiết lập [Tả chiêu nghi; 左昭儀] và [Hữu chiêu nghi; 右昭儀], địa vị chỉ sau Hoàng hậu.
Thời nhà Đường, tước Chiêu nghi đặt dưới Hoàng hậu cùng 4 tước Phi, thuộc hàng Chính nhị phẩm, trong đó ước Chiêu nghi đứng đầu hàng Cửu tần. Sang đời nhà Tống, tước vị này đứng thứ 8 trong số 17 bậc cung tần ở thuộc hàng Chính nhị phẩm. Từ cuối thời nhà Minh, nhà Thanh trở đi không đặt tước vị Chiêu nghi nữa.

### Việt Nam
Vào thời Lê sơ, Lê Thánh Tông định ra quy chế hậu cung chính thức. Dưới Hoàng hậu có:
- [Tam phi; 三妃]: Quý phi (貴妃), Minh phi (明妃), Kính phi (敬妃).
- [Cửu tần; 九嬪]:
  - Tam chiêu (三昭): Chiêu nghi (昭儀), Chiêu dung (昭容), Chiêu viên (昭媛).
  - Tam tu (三修): Tu nghi (修儀) Tu dung (修容), Tu viên (修媛).
  - Tam sung (三充): Sung nghi (充儀), Sung dung (充容), Sung viên (充媛).
- [Lục chức; 六職]: Tiệp dư (婕妤), Dung hoa (傛華), Tuyên vinh (宣榮), Tài nhân (才人), Lương nhân (良人), Mỹ nhân (美人).

Thời nhà Nguyễn, Gia Long Đế đặt các thứ bậc nội cung. Dưới Hoàng hậu có:
- [Tam phi; 三妃]: Quý phi (貴妃), Minh phi (明妃), Kính phi (敬妃);
- [Tam tu; 三修]: Tu nghi (修儀) Tu dung (修容), Tu viên (修媛);
- [Cửu tần; 九嬪]: Quý tần (貴嬪), Hiền tần (賢嬪), Trang tần (莊嬪), Đức tần (德嬪), Thục tần (淑嬪), Huệ tần (惠嬪), Lệ tần (麗嬪), An tần (安嬪), Hòa tần (和嬪);
- [Tam chiêu; 三昭]: Chiêu nghi (昭儀), Chiêu dung (昭容), Chiêu viên (昭媛)
- [Tam sung; 三充]: Sung nghi (充儀), Sung dung (充容), Sung viên (充媛).
- [Lục chức; 六職]: Tiệp dư (婕妤), Dung hoa (傛華), Nghi nhân (儀人), Tài nhân (才人), Linh nhân (靈人), Lương nhân (良人);

Từ thời Minh Mạng cải cách đại thể vào năm thứ 17 (1836), chức vị Chiêu nghi không còn được sử dụng trong hậu cung nhà Nguyễn nữa.

## Nhân vật nổi tiếng
Trung Quốc
1. Phó Chiêu nghi - phi tần của Hán Nguyên Đế, mẹ Định Đào Cung vương Lưu Khang; cùng Phùng Chiêu nghi là 2 người đầu tiên phong tước Chiêu nghi.
2. Phùng Chiêu nghi - phi tần của Hán Nguyên Đế, mẹ Trung Sơn Hiếu vương Lưu Hưng; cùng Phó Chiêu nghi là 2 người đầu tiên phong tước Chiêu nghi.
3. Triệu Hợp Đức - sủng phi của Hán Thành Đế, em gái hoàng hậu Triệu Phi Yến.
4. Võ Tắc Thiên - Hoàng hậu thứ hai của Đường Cao Tông, bà được phong Chiêu nghi trước khi Vương Hoàng hậu bị phế.

Việt Nam
1. Dương Thị Bí - phi tần của Lê Thái Tông, sinh thai long phụng Lệ Đức hầu Lê Nghi Dân và Vệ Quốc Trưởng Công chúa Lê Ngọc Đường. Vốn phong Phi, sau giáng làm Chiêu nghi,cuối cùng bị phế làm thứ nhân.
2. Nguyễn Thị Huyền - phi tần của Lê Hiển Tông, sinh công chúa Lê Ngọc Hân.
3. Hồ Thị Hoa - nguyên phối của Nguyễn Thánh Tổ Minh Mạng Đế, sinh Nguyễn Hiến Tổ Thiệu Trị Đế. Mất trước khi Minh Mạng lên ngôi,thụy ban đầu là Thuận Đức chiêu nghi (順德昭儀).